# Зил (гора)
Зил (англ. Mount Zeil) — высшая точка Северной территории в Австралии.

## География
Зил является высшей точкой Северной территории, являющейся частью Австралийского Союза. Гора расположена в горной цепи Мак-Доннелл. Высота над уровнем моря составляет 1531 м, что делает гору высочайшей точкой Австралии западнее Большого Водораздельного хребта.

## История
Считается, что гора Зил получила своё современное название во время или после экспедиции Эрнеста Джайлза 1872 года и названа так в честь графа Зила, который незадолго до этого отличился в географическом исследовании архипелага Шпицберген. Согласно опубликованным журналам Джайлза это название было дано горе по просьбе Фердинанда Мюллера, который финансировал экспедицию.
Коренное название горы на языке австралийских аборигенов — Улатеррке (англ. Urlatherrke) (названа так в честь местного вида гусеницы). Традиционно гора играла важное религиозное значение для местных жителей, которые посещали её для жертвоприношений и других ритуалов, например, женщины устраивали танцы, прося богов, что бы их дети быстро росли, как гусеницы.